# Macrotocinclus affinis
Macrotocinclus affinis — єдиний вид роду Macrotocinclus з триби Hypoptopomatini підродини Hypoptopomatinae родини Лорікарієві ряду сомоподібні. Тривалий час відносили до роду Otocinclus. Інші назви «золотий отоцинкл», «карликовий ото». наукова назва походить грецьких слів makros, тобто «великий», та ous — «вухо», і латинського слова cinclus — «ґрати».

## Опис
Загальна довжина сягає 4—5 см. Зовнішністю схожа на Corydoras nattereri. Голова помірного розміру, морда витягнута, округла. Очі великі. З боків присутні великі «вушні» отвори. Рот являє собою своєрідну присоску. Тулуб видовжений, стрункий, хвостове стебло звужується. Тулуб вкрито дрібними кістковими пластинками. Спинний плавець високий, дещо довгий, з 1 жорстким променем. Грудні та черевні плавці невеличкі. Жировий плавець відсутній. Хвостовий плавець широкий.
Забарвлення охряно-золотаве, від морди через око, бічну лінію до хвостового плавця включно проходить чорна широка смуга. На хвостовому стеблі смуга перетворюється на округлий знак, що часто поділяється на 2 частини. Черево білого кольору.

## Спосіб життя
Це демерсальна риба. Віддає перевагу прісним водоймам. Зустрічається у швидких річках. Тримається біля піщаного ґрунту. Утворює невеличкі косяки. Доволі боязка риба. Активна вдень, проте полюбляє ховатися серед повалених дерев, корчів та водних рослин. Живиться м'якими зеленими або коричневими водоростями, вкрай рідко — личинками комарів.
Статева зрілість настає у 6-8 місяців. Самиця відкладає доволі багато ікри. Мальки з'являються через 3 доби.
Тривалість життя становить 5 років.

## Розповсюдження
Є ендеміком Бразилії. Мешкає в річках штату Ріо-де-Жанейро.